# Capitaine de Castille
Pour plus de détails, voir Fiche technique et Distribution.
Capitaine de Castille (Captain from Castile) est un film américain de Henry King, sorti en 1947.

## Synopsis
Au début du XVIe siècle, le jeune noble espagnol Pedro De Vargas entre en conflit avec l'inquisiteur Diego de Silva. Pour se venger, celui-ci fait prisonnier Pedro avec sa famille sous l'accusation d'hérésie. Comme le père refuse d'avouer cette hérésie, De Silva fait torturer Mercedes, la petite sœur de Pedro, au point de la tuer. Mais Pedro va réussir à s'évader, après avoir mortellement blessé De Silva.
Pour échapper aux poursuites, il se joint aux hommes de Hernán Cortés qui, via l'ile de Cuba, va conquérir le Mexique de Moctezuma II....

## Fiche technique
- Titre : Capitaine de Castille
- Titre original : Captain from Castile

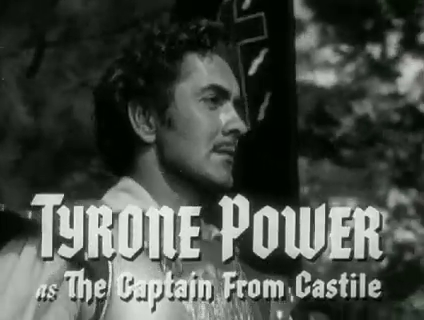
Tyrone Power

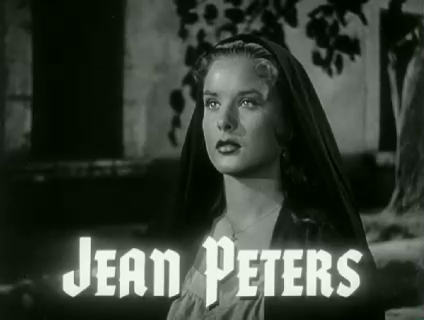
Jean Peters

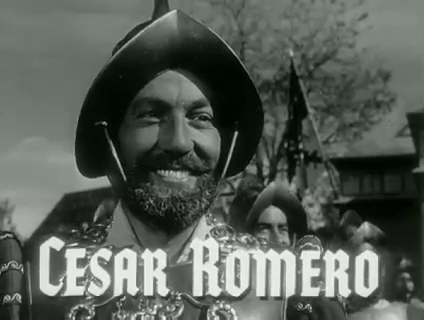
Cesar Romero

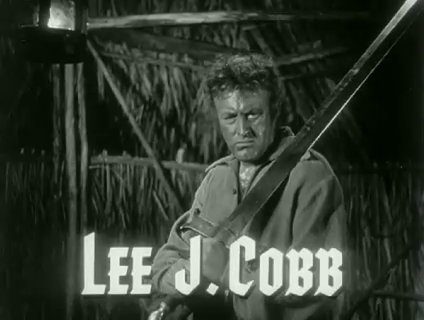
Lee J. Cobb

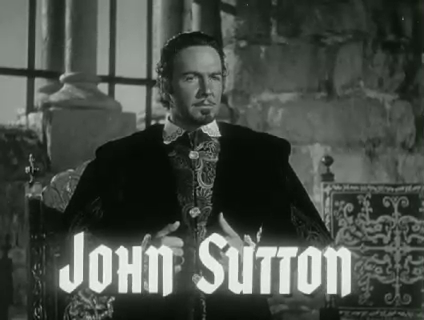
John Sutton

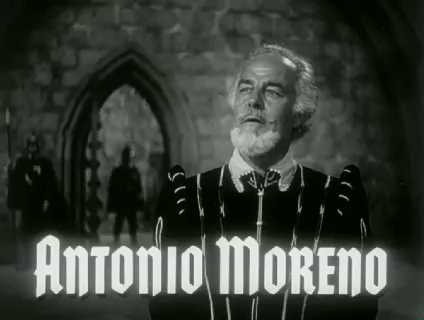
Antonio Moreno

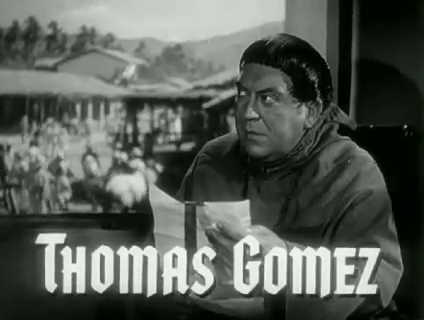
Thomas Gomez

- Réalisation : Henry King, assisté de Robert D. Webb
- Scénario : Lamar Trotti et Samuel G. Engel (non crédité), d'après le roman de Samuel Shellabarger
- Chef-opérateur : Arthur E. Arling, Charles G. Clarke
- Direction artistique : James Basevi, Richard Day
- Production : Lamar Trotti
- Société de production : 20th Century Fox
- Montage : Barbara McLean
- Musique : Alfred Newman
- Pays de production :  États-Unis
- Langue : anglais, nahuatl
- Format : couleur Technicolor – 35 mm – 1,37:1 – mono (Western Electric Recording)
- Genre : aventure
- Durée : 140 minutes
- Dates de sortie : 
  - États-Unis : 25 décembre 1947
  - France : 26 mai 1948

## Distribution
- Tyrone Power (VF : Yves Furet) : Pedro de Vargas
- Jean Peters (VF : Béatrice Brunel) : Catana Pérez
- Cesar Romero (VF : Jean-François Laley) : Hernán Cortés
- Lee J. Cobb (VF : Gérard Férat) : Juan García
- John Sutton : Diego De Silva
- Antonio Moreno (VF : Maurice Pierrat) : Don Francisco De Vargas
- Thomas Gomez (VF : Serge Nadaud) : Le père Bartolomé Romero
- Alan Mowbray (VF : Raymond Rognoni) : Le professeur Botello, astrologue
- Barbara Lawrence : Luisa De Carvajal
- George Zucco (VF : Paul Villé) : Le marquis De Carvajal
- Roy Roberts : Le capitaine Alvarado
- Marc Lawrence (VF : Jean Violette) : Corio
- Virginia Brissac (VF : Henriette Marion) : Doña María De Vargas
- Jay Silverheels (VF : Jean Clarieux) : Coatl
- John Laurenz (VF : Pierre Leproux) : Diego Cermeno

Et, parmi les acteurs non crédités :
- Mimi Aguglia (VF : Cécile Dylma) : Hernández, la duègne de Luisa
- Reed Hadley (VF : Camille Guérini) : Juan Escudero
- Chris-Pin Martin : Sancho López

## Autour du film
C'est le premier film de Jean Peters, qui remplaça au pied levé Linda Darnell renvoyée à la suite d'une altercation avec le producteur Darryl F. Zanuck.